# Амела Шеховић
Амела Шеховић-Мехмедагић (Сарајево, 25. мај 1974) босанскохерцеговачка је пјевачица народне музике.
Своју музичку каријеру започела је као средњошколка 1996. године у граду Сарајеву. Снимила је пет албума.

## Дискографија

### Албуми
Студијски
- Суза дјечија (1997, Халикс)
- Чигра (1998, Халикс)
- Потеци сузо (1999/2000, Халикс рекордс)
- Хеј, мушкарци (1999, Халикс рекордс)
- — / Амела (2006, Хајат продакшон)

### Видеографија
| Спот        | Год.       | Режисер |
| ----------- | ---------- | ------- |
| Три таблете | ? (2000-е) | Hayat   |
| Дугме       | ? (2000-е) | Hayat   |

### Остало
Хајат нумере
- Води ме (дует са Шаћиром Аметијем)

## Фестивали
- 2002. Бихаћ — Шта ћу ја[2]